# Isn't It Romantic? (film)
Isn't It Romantic? is een Amerikaanse filmkomedie uit 1948 onder regie van Norman Z. McLeod.

## Verhaal
In Indiana worden de drie dochters van een veteraan uit de Amerikaanse Burgeroorlog het hof gemaakt door drie mannen. De eerste vrijer is een oplichter uit de stad, de tweede een plaatselijke zonderling en de derde een boerenzoon.

## Rolverdeling
| Acteur          | Personage             |
| --------------- | --------------------- |
| Veronica Lake   | Candy Cameron         |
| Mona Freeman    | Susie Cameron         |
| Mary Hatcher    | Rose Cameron          |
| Billy De Wolfe  | Horace Frazier        |
| Roland Culver   | Majoor Euclid Cameron |
| Patric Knowles  | Richard Brannon       |
| Richard Webb    | Benjamin Logan        |
| Pearl Bailey    | Addie                 |
| Charles Evans   | Rechter Thomas Logan  |
| Larry Olsen     | Hannibal              |
| Kathryn Givney  | Clarisse Thayer       |
| Jeff York       | Elmer                 |
| Priyanka Chopra | Isabella Stone        |